# Natalie Vansier
Natalie Vansier (* 7. März 1986 in Montreal, Québec als Natalie Elizabeth Vansier) ist eine kanadische Schauspielerin.

## Karriere
Natalie Vansier begann ihre Schauspielkarriere im Jahr 1993 und nahm Schauspielunterricht in einem Theater-Workshop in Montreal. Ihre professionelle Schauspielebene erreichte sie im Alter von zehn Jahren in verschiedenen Theaterrollen.
Ihre bekannteste Rolle war die der Maddie Morrison in dem Film Maddy tanzt auf dem Mond aus dem Jahr 1997, in dem auch Elisha Cuthbert ihren ersten Filmauftritt hatte. Es folgte der australische Kinderfilm Sally Marshall is not an Alien aus dem Jahr 1999, in dem auch Peter O’Brien mitspielte. Im selben Jahr spielte Natalie die Figur der Becky Dingle in der YTV-Serie Teenage Werewolf eine der bekanntesten Rollen ihrer bisherigen Karriere. Im Jahr 2008 übernahm sie neben Ashley Tisdale in dem Film Party Date – Per Handy zur großen Liebe eine Nebenrolle.
Bis heute ist Vansier noch immer in der Aviel Talent Agency tätig, wo sie ihre Karriere begonnen hatte.
Nach eigener Aussage hätte sie Interesse an einer Karriere im Bereich Modedesign. Nebenbei ist sie Mitglied in einer Folksmusikgruppe namens Swan.

## Filmografie
- 1997: Boxer Kid (The Kid)
- 1997: Marie Curie: More Than Meets the Eye
- 1997–1999: Lassie (Fernsehserie, 23 Folgen)
- 1997: Maddy tanzt auf dem Mond (Dancing on the Moon)
- 1999: Dear America: Dreams in the Golden Country
- 1999: Sally Marshall Is Not an Alien
- 2000–2002: Teenage Werewolf (Big Wolf on Campus, Fernsehserie)
- 2003: Going for Broke
- 2005: Devil’s Rose
- 2008: Party Date – Per Handy zur großen Liebe (Picture This)
- 2008: Radical Rifle Icon
- 2008: Montreal Stories 1944
- 2008: Adam’s Wall
- 2009: Desiderata
- 2010: Dead Lines
- 2011: Blue Mountain State (Fernsehserie, Folge 3x04)